# العلاقات الإيطالية السنغافورية
العلاقات الإيطالية السنغافورية هي العلاقات الثنائية التي تجمع بين إيطاليا وسنغافورة.

## مقارنة بين البلدين
هذه مقارنة عامة ومرجعية للدولتين:
| وجه المقارنة                                              | إيطاليا                                                  | سنغافورة                                                             |
| --------------------------------------------------------- | -------------------------------------------------------- | -------------------------------------------------------------------- |
| المساحة (كم2)                                             | 301.34 ألف                                               | 719                                                                  |
| عدد السكان (نسمة)                                         | 60.60 مليون                                              | 5.89 مليون                                                           |
| الكثافة السكانية (ن./كم²)                                 | 201.1                                                    | 819.19 ألف                                                           |
| العاصمة                                                   | روما، فلورنسا، تورينو                                    | سنغافورة                                                             |
| اللغة الرسمية                                             | اللغة الإيطالية                                          | لغة إنجليزية، اللغة الملايو، اللغة الصينية القياسية، اللغة التاميلية |
| العملة                                                    | يورو، ليرة إيطالية                                       | دولار سنغافوري                                                       |
| الناتج المحلي الإجمالي (بليون دولار)                      | 1.93 تريليون                                             | 323.91 مليار                                                         |
| الناتج المحلي الإجمالي (تعادل القوة الشرائية) بليون دولار | 2.26 تريليون                                             | 472.59 مليار                                                         |
| الناتج المحلي الإجمالي الاسمي للفرد دولار أمريكي          | 29.96 ألف                                                | 52.89 ألف                                                            |
| الناتج المحلي الإجمالي للفرد دولار أمريكي                 | 35.46 ألف                                                | 82.76 ألف                                                            |
| مؤشر التنمية البشرية                                      | 0.873                                                    | 0.925                                                                |
| رمز المكالمات الدولي                                      | +39                                                      | +65                                                                  |
| رمز الإنترنت                                              | .it                                                      | .sg                                                                  |
| المنطقة الزمنية                                           | توقيت وسط أوروبا، ت ع م+01:00، ت ع م+02:00، أوروبا/روما ‏ | ت ع م+08:00، توقيت سنغافورة المنسق ‏                                  |

## منظمات دولية مشتركة
يشترك البلدان في عضوية مجموعة من المنظمات الدولية، منها:
| علم المنظمة | اسم المنظمة                               | تاريخ انضمام إيطاليا | تاريخ انضمام سنغافورة |
| ----------- | ----------------------------------------- | -------------------- | --------------------- |
|             | يونسكو                                    | ?                    | 8 أكتوبر 2007         |
|             | مؤسسة التمويل الدولية                     | 27 ديسمبر 1956       | 4 سبتمبر 1968         |
|             | المركز الدولي لتسوية المنازعات الاستشارية | 28 أبريل 1971        | 13 نوفمبر 1968        |
|             | بنك التنمية الآسيوي                       | 1966                 | 1966                  |
|             | منظمة حظر الأسلحة الكيميائية              | ?                    | ?                     |
|             | مؤسسة التنمية الدولية                     | 24 سبتمبر 1960       | 27 سبتمبر 2002        |
|             | منظمة التجارة العالمية                    | 1995                 | ?                     |
|             | وكالة ضمان الاستثمار متعدد الأطراف        | 29 أبريل 1988        | 24 فبراير 1998        |
|             | الاتحاد البريدي العالمي                   | ?                    | ?                     |
|             | الاتحاد الدولي للاتصالات                  | 1866                 | 22 أكتوبر 1965        |
|             | منظمة الشرطة الجنائية الدولية             | ?                    | ?                     |
|             | الأمم المتحدة                             | 14 ديسمبر 1955       | 21 سبتمبر 1965        |
|             | البنك الدولي للإنشاء والتعمير             | 27 مارس 1947         | 3 أغسطس 1966          |
|             | المنظمة الهيدروغرافية الدولية             | ?                    | ?                     |

## وصلات خارجية
- موقع وزارة الخارجية الإيطالية
- موقع وزارة الخارجية السنغافورية